# Аятолах
Аятолах (на арабски: آية الله; на персийски: آيت‌الله) е висша титла в шиитския ислям, чиито носители днес имат много силно влияние в обществения и политическия живот, особено в Ислямска република Иран. Думата означава „знамение на Аллах“.
Единствените титли, които стоят над „аятолах“, са „велик аятолах“ и „марджа-е таклид“ (или само „марджа“) – велик аятолах с допълнителни пълномощия в сферата на шериата.

## Духовен учител и водач
Хората, които притежават тази титла, са експерти в ислямските науки като юриспруденция, етика, философия и мистицизъм и обикновено преподават в ислямски училища.
Аятоласите олицетворяват духовната власт в страните си. По традиция аятолахът има право да се произнася самостоятелно по въпросите на фетва (ислямското право), които по принцип трябва да се третират от цялата мюсюлманска общност.
След Ислямската революция в Иран от 1979 г. нейният идеен ръководител аятолах Рухолах Хомейни става фактически ръководител на страната. Неговата длъжност „върховен водач на Иран“, закрепена в конституцията, стои най-високо в йерархията на държавата, следвана от поста президент на Иран.

## Носители на титлата
Известни аятоласи:
- Иран – Али Хаменеи, Ахмад Джаннати, Хашеми Рафсанджани.

Известни велики аятоласи:
- Иран – Рухолах Хомейни, Хосейн Али Монтазери;
- Ирак – Али Систани.